# ナウ・アンド・ゼン (ロバート・プラントのアルバム)
『ナウ・アンド・ゼン』（Now and Zen）は、イギリスのロック・ボーカリスト、ロバート・プラントが1988年に発表したソロ名義では4作目のスタジオ・アルバム。LPは9曲入りだが、同時に発売されたCDには「パラダイス」が追加されて10曲入りとなった。

## 背景
「ヘヴン・ノウズ」は、フィル・ジョンストンが参加していた「レスト・イズ・ヒストリー」というユニットによってデモテープが作られていた曲で、それを聴いたプラントは、レッド・ツェッペリン時代に対する否定的な考え方を捨てたという。そして、プラントはジョンストンを自分のバンドに迎え入れ、多くの曲を共作した。プラントは『ローリング・ストーン』誌のインタビューにおいて「この男（ジョンストン）はツェッペリンのファンで、俺は思いがけず、自分もそうだったことを思い出した」と語っている。また、レッド・ツェッペリン時代の盟友ジミー・ペイジが「ヘヴン・ノウズ」と「トール・クール・ワン」の2曲でギター・ソロを弾いた。
「トール・クール・ワン」では、レッド・ツェッペリンの楽曲「ブラック・ドッグ」「幻惑されて」「胸いっぱいの愛を」「カスタード・パイ」「オーシャン」がサンプリングされている。

## 反響
プラントの母国イギリスでは、先行シングルとして発表された「ヘヴン・ノウズ」が全英シングルチャートで33位に達し、本作は全英アルバムチャートで10位に達して、プラントの個人名義のアルバムとしては5年振りのトップ10入りを果たした。
アメリカではBillboard 200で6位に達し、1988年5月にはRIAAによってプラチナ・ディスクに認定され、2001年9月にはトリプル・プラチナに達している。本作からのシングルは、Billboard Hot 100では「トール・クール・ワン」が25位、「シップ・オブ・フールズ」が84位に達し、ビルボードのメインストリーム・ロック・チャートでは「ヘヴン・ノウズ」と「トール・クール・ワン」が1位、「シップ・オブ・フールズ」が3位に達した。

## 2007年リマスターCD
2007年にライノ・エンタテインメントから発売されたリマスターCDには、1990年11月1日のロサンゼルス公演と1993年12月20日のアムステルダム公演で録音された未発表ライヴ音源がボーナス・トラックとして追加された。これらの音源では、フィル・スクラッグの後任としてプラントのバンドに加入したチャーリー・ジョーンズがベースを弾いている。

## 収録曲
特記なき楽曲はロバート・プラントとフィル・ジョンストンの共作。
1. ヘヴン・ノウズ - "Heaven Knows" (David Barrett, Phil Johnstone) – 4:05
2. ダンス・オン・マイ・オウン - "Dance on My Own" (Robert Plant, P. Johnstone, Robert Crash) – 4:30
3. トール・クール・ワン - "Tall Cool One" – 4:40
4. ザ・ウェイ・アイ・フィール - "The Way I Feel" (R. Plant, P. Johnstone, Doug Boyle) – 5:42
5. ヘレン・オブ・トロイ - "Helen of Troy" – 5:10
6. ビリーズ・リヴェンジ - "Billy's Revenge" – 3:34
7. シップ・オブ・フールズ - "Ship of Fools" – 5:00
8. ホワイ - "Why" (R. Plant, R. Crash) – 4:14
9. ホワイト・クリーン&ニート - "White, Clean and Neat" – 5:30
10. パラダイス - "Walking Towards Paradise" (Jerry Lynn Williams) – 4:49

### リマスターCDボーナス・トラック
1. ビリーズ・リヴェンジ（ライヴ - ロサンゼルス 1990） - "Billy's Revenge (live)" – 6:00
2. シップ・オブ・フールズ（ライヴ - アムステルダム 1993） - "Ship of Fools (live)" – 10:35
3. トール・クール・ワン（ライヴ - ロサンゼルス 1990） - "Tall Cool One (live)" – 5:07

## 参加ミュージシャン
- ロバート・プラント - ボーカル
- ダグ・ボイル - ギター
- フィル・ジョンストン - キーボード
- フィル・スクラッグ - ベース
- クリス・ブラックウェル - ドラムス、パーカッション

### アディショナル・ミュージシャン
- ジミー・ペイジ - ギター・ソロ (#1, #3)
- マリー・ピエール - バッキング・ボーカル
- カースティ・マッコール - バッキング・ボーカル
- トニ・ハリデイ - バッキング・ボーカル
- ジェリー・ウェイン - ヴォイス (#9)
- チャーリー・ジョーンズ - ベース (#11, #12, #13)